# 小行星4262
小行星4262（4262 DeVorkin）是一颗绕太阳运转的小行星，为主小行星带小行星。该小行星于1989年2月发现。

## 轨道参数
小行星4262的轨道半长轴为344 325 045 km，2.3016380 UA，离心率为0.219。